# Bemoll

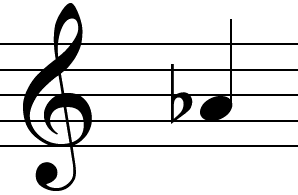
Figura 1. La nota la bemoll sobre la clau de sol

En música, el bemoll ({\displaystyle \flat }) és l'alteració que fa que l'altura de la nota a la qual afecta baixi un semitò. El conveni usual és que el bemoll afecta a totes les notes del mateix nom i altura fins al final del compàs, tret del cas que aparegui una altra alteració. En el temperament igual l'altura de la nota alterada amb un bemoll coincideix amb la de la nota immediatament inferior en el cas que aquesta estigui a distància d'un semitò, o bé amb la inferior alterada amb un sostingut en el cas que la distància entre ambdues sigui d'un to. Per tant, un do bemoll és el mateix (enharmònic) que un si, i un sol bemoll és el mateix que un fa sostingut. També s'utilitza el doble bemoll ({\displaystyle \flat \flat }), que altera l'altura de la nota abaixant-la dos semitons. En música microtonal es poden trobar altres alteracions, com ara el mig bemoll.
So d'un la i un la bemoll

## Representació del bemoll en informàtica
El caràcter Unicode '♭' (U+266D) es pot usar per mostrar un bemoll.
En el llenguatge TeX (i LaTeX), el símbol {\displaystyle \flat } s'obté mitjançant la marca \flat, en un entorn matemàtic.